# Matière grise (film)
Pour les articles homonymes, voir Matière grise.
Matière grise est un film rwandais réalisé par Kivu Ruhorahoza, sorti en 2011,.
Matière grise est le tout premier long-métrage narratif réalisé par un cinéaste rwandais vivant dans son pays natal.

## Synopsis
Le film raconte trois histoires qui sont séparées et parfois liées. Dans le premier, le jeune cinéaste Balthazar cherche de l'argent à Kigali pour produire son premier film, Le Cycle du cafard, mais le gouvernement refuse de financer un film basé sur les séquelles du génocide au Rwanda.
Dans le second, le film de Balthazar prend forme et dépeint un homme, enfermé dans un asile, qui était un assassin pendant la guerre.
Dans la troisième histoire, Yvan et Justine, frère et sœur, sont deux jeunes survivants qui tentent de reconstruire leur vie.

## Fiche technique
- Titre original français : Matière grise
- Réalisation et scénario : Kivu Ruhorahoza
- Photographie : Ari Wegner
- Montage : Antonio Rui Ribeiro
- Musique :
- Costumes :
- Pays d'origine : Rwanda
- Langue originale : kinyarwanda, français
- Format : couleur
- Genre : dramatique
- Durée : 110 minutes
- Dates de sortie :
  - États-Unis : 21 avril 2011 (Festival du film de Tribeca)
  - Pologne : octobre 2011 (Festival international du film de Varsovie)
  - Pays-Bas : 26 janvier 2012 (Festival international du film de Rotterdam)
  - Canada : 2 novembre 2013 (Vancouver, Colombie-Britannique)

## Distribution
- Ramadhan Bizimana : Yvan
- Tamim Hakizimana
- Kennedy Jones Mazimpaka
- Jean Pierre Kalonda
- Hervé Kimenyi : Balthazar
- Natasha Muziramakenga : Mary
- Juma Moses Nzabandora : le psychiartre
- Nirere Shanel[4] : Justine
- Jp Uwayezu : le fou

## Prix
- Festival du film de Tribeca 2011[1]
- Festival du film de Varsovie 2011